# Карлос Бенітес (ватерполіст)
Карлос Бенітес (ісп. Carlos Benítez, 8 жовтня 1955) — кубинський ватерполіст.
Учасник Олімпійських Ігор 1980 року.